# Islas Choazil
Islas Choazil (en francés: Îles Choazil) También conocidas como islas Malandzamia, son dos pequeñas islas situadas frente a la costa de Mtsamboro, al norte de Mayotte en el océano Índico. Hacia el noroeste esta la más grande isla de Chissioua Mtsamboro (ampliamente conocida como isla de Zamburu). Este tramo de agua que las divide se conoce como el pasaje Choazil, parte del canal de Mozambique.
Los arrecifes de coral bordean todos los lados de la isla, excepto el sur.